# Febbre ricorrente
La febbre ricorrente è una manifestazione di una possibile infezione causata da batteri del genere Borrelia, appartenenti alla famiglia delle spirochete. Poiché il batterio è estremamente labile nell'ambiente e molto sensibile all'essiccamento e agli agenti chimici, il serbatoio naturale è rappresentato dall'uomo e da animali selvatici come roditori, porcospini, opossum. La trasmissione del patogeno avviene tramite i vettori artropodi ematofagi, quali pulci e pidocchi (associati a febbre ricorrente epidemica) e zecche (associate a febbre ricorrente endemica e a malattia di Lyme).

## Manifestazioni
Trascorso un periodo d'incubazione di 3-5 giorni, si presenta una febbre elevata per circa 4-5 giorni in concomitanza di altri sintomi ovvero cefalea, mialgia,  fotofobia, ematuria, astenia, nausea e vomito, dopodiché tutti i sintomi scompaiono nell'arco di una settimana. Questo quadro sintomatologico si manifesta per settimane o mesi fino a un massimo di 10 volte. La mortalità è pari al 4% nei malati trattati e del 40% nei non trattati.

## Terapia
Il trattamento è farmacologico: vista l'elevata sensibilità, i farmaci di elezione sono i beta-lattamici, in maggioranza penicilline, e il ceftriaxone nei casi di neuroborreliosi. Altri piani terapeutici includono tetracicline, eritromicina e cloramfenicolo.